# Гай Семпроний Атратин
Гай Семпроний Атратин (лат. Gaius Sempronius Atratinus; V век до н. э.) — римский политический деятель из патрицианского рода Семпрониев, консул 423 года до н. э.
Коллегой Гая Семпрония по консульству стал Квинт Фабий Вибулан Амбуст. Семпронию по жребию досталось воевать с вольсками, но в этой войне он проявил, по данным Тита Ливия, излишнюю беспечность. Только благодаря декуриону Сексту Темпанию он не проиграл сражение, а ночью после боя отступил, бросив раненых.
По истечении консульских полномочий народный трибун Луций Гортензий попытался предъявить Семпронию обвинение, но потерпел неудачу из-за противодействия остальных трибунов. В 420 году Атратин всё же был привлечён к суду по этому делу; это обвинение стало для плебеев способом отреагировать на избрание на высшие должности одних только патрициев (двоюродным братом одного из них был обвиняемый). Гай Семпроний был оштрафован на 15 тысяч ассов.